# Oscarinus bottimeri
Oscarinus bottimeri är en skalbaggsart som beskrevs av Cartwright 1957. Oscarinus bottimeri ingår i släktet Oscarinus och familjen Aphodiidae. Inga underarter finns listade i Catalogue of Life.